# Domino (canção)
"Domino" é uma canção da cantora britânica Jessie J, gravada para o seu álbum de estreia, Who You Are. Foi composta por Jessica Cornish, Lukasz Gottwald, Claude Kelly, Max Martin, Henry Walter, e produzida por Dr. Luke e Martin. Lançada a 29 de Agosto de 2011 na iTunes Store, serve como segundo single da artista nos Estados Unidos, seguindo a "Price Tag".

## Desempenho nas tabelas musicais
A canção se tornou o single de maior sucesso de Jessie nos Estados Unidos, chegando a posição de número 6 na Billboard Hot 100, ganhando certificação de platina no país.

### Posições
| Posições (2011–12)                            | Melhores posições |
| --------------------------------------------- | ----------------- |
| Austrália (ARIA)                              | 5                 |
| Áustria (Ö3 Austria Top 75)                   | 26                |
| Bélgica (Ultratip Bubbling Under de Flandres) | 2                 |
| Bélgica (Ultratop 50 da Valônia)              | 44                |
| Brasil (Billboard Hot 100)                    | 21                |
| Brasil (Billboard Hot Pop Songs)              | 9                 |
| Canadá (Canadian Hot 100)                     | 12                |
| Dinamarca (Hitlisten)                         | 22                |
| França (SNEP)                                 | 50                |
| Alemanha (Media Control AG)                   | 20                |
| Irlanda (IRMA)                                | 1                 |
| Países Baixos (Dutch Top 40)                  | 15                |
| Países Baixos (Single Top 100)                | 20                |
| Nova Zelândia (Recorded Music NZ)             | 3                 |
| Polónia (ZPAV)                                | 3                 |
| Escócia (Scottish Singles Chart)              | 1                 |
| Eslováquia (Rádio Top 100)                    | 20                |
| Espanha (PROMUSICAE)                          | 44                |
| Suécia (Sverigetopplistan)                    | 28                |
| Suíça (Schweizer Hitparade)                   | 45                |
| Reino Unido (UK Singles Chart)                | 1                 |
| US Billboard Hot 100                          | 6                 |
| US Pop Songs (Billboard)                      | 8                 |
| US Adult Pop Songs (Billboard)                | 21                |
| Estados Unidos US Airplay Hot 200             | 3                 |

| País                  | Certificação |
| --------------------- | ------------ |
| Austrália (ARIA)      | 2× Platina   |
| Nova Zelândia (RIANZ) | Platina      |
| Estados Unidos (RIAA) | Platina      |

| Posições (2011)                           | Posição |
| ----------------------------------------- | ------- |
| Austrália (Australia Singles Charts)      | 53      |
| Holanda (Dutch Top 40)                    | 160     |
| Nova Zelândia (New Zealand Singles Chart) | 19      |

## Histórico de lançamento
| País           | Data                  | Formato          | Editora discográfica     |
| -------------- | --------------------- | ---------------- | ------------------------ |
| Estados Unidos | 29 de Agosto de 2011  | Descarga digital | Lava, Universal Republic |
| Canadá         | 29 de Agosto de 2011  | Descarga digital | Lava, Universal Republic |
| Austrália      | 1 de Setembro de 2011 | Descarga digital | Lava, Universal Republic |
| Nova Zelândia  | 1 de Setembro de 2011 | Descarga digital | Lava, Universal Republic |
| Estados Unidos | 6 de Setembro de 2011 | Rádio mainstream | Lava, Universal Republic |